# Castelo de Örebro
O Castelo de Örebro (em sueco: Örebro slott) é uma fortificação medieval numa ilhota do rio Negro (Svartån), em Örebro. Foi erigido no século XIV, por iniciativa do rei Magno IV (r. 1319–1364). Nos séculos XVI-XVII foi objeto de transformações, adquirindo carácter renascentista, e no XVIII ganhou feição mais clássica. No fim do XIX recebeu os traços românticos, que mantém até aos nossos dias. Sua história inclui vários cercos em tempo de guerra e reuniões do Parlamento da Suécia. Desde 1764, alberga a residência oficial do governador do Condado de Örebro.